# Agropyron brownei
Agropyron brownei är en gräsart som först beskrevs av Carl Sigismund Kunth, och fick sitt nu gällande namn av Nikolai Nikolaievich Tzvelev. Agropyron brownei ingår i släktet kamveten, och familjen gräs. Inga underarter finns listade i Catalogue of Life.